# Crête mitochondriale
- ATP synthase ;
- espace intermembranaire mitochondrial ;
- matrice mitochondriale ;
- crêtes (cristae) ;
- ribosomes ;
- membrane mitochondriale interne ;
- membrane mitochondriale externe ;
- ADN mitochondrial.

La crête mitochondriale est un repli de la membrane mitochondriale interne dans lequel sont concentrées un grand nombre de protéines membranaires telles que des cytochromes et l'ATP synthase. Ces plis accroissent sensiblement la surface de la membrane interne et optimisent le rendement énergétique global de la mitochondrie, notamment dans les processus de respiration cellulaire, et plus généralement de phosphorylation oxydative.
C'est au niveau des crêtes qu'est généré le gradient de concentration en protons issu de la chaîne respiratoire, gradient ensuite utilisé au moyen d'un couplage chimiosmotique par l'ATP synthase pour phosphoryler l'ADP en ATP.
En l'absence de ces crêtes, la membrane interne aurait une forme sphéroïdale, d'où une réduction sensible du rendement global des oxydations cellulaires.